# Grand Theft Auto: The Ballad of Gay Tony
Grand Theft Auto: The Ballad of Gay Tony (аббр. TBoGT или просто The Ballad of Gay Tony, в переводе с англ. — «Баллада о Гее Тони») — дополнение для компьютерной игры Grand Theft Auto IV, выпущенное для платформ Xbox 360, PlayStation 3 и Windows. Проект вышел 29 октября 2009 года для консоли Xbox 360. Доступен для приобретения как через Xbox Live, так и в составе издания Grand Theft Auto: Episodes from Liberty City.
На PlayStation 3 и Windows игра вышла 13 апреля 2010 года в США, 16 апреля того же года — в Европе. В России игра официально вышла 21 мая 2010 года под издательством компании 1C вместе с эпизодом The Lost and Damned в составе издания Grand Theft Auto: Episodes from Liberty City.

## Сюжет
Главным героем является Луис Лопес — личный телохранитель и компаньон импресарио ночных клубов Либерти-Сити — Тони Принца (известного как «Гей Тони» или «Голубой Тони»), владеющего клубами «Hercules» (для геев), и «Maisonette 9» (для гетеросексуалов). Тони совершает несколько ошибок, и его подсаживает на крючок русский синдикат, который желает прибрать к рукам его клубы, а ещё его шантажирует местный ростовщик Рокко Пелоси со своим дядей Винсом, которые работают на семью Анчелотти. Остаётся надеяться только на Луиса Лопеса, который помогает ему, так как Тони дал Луису работу, «вывел в люди», и в целом устроил его новую жизнь.
Игра начинается, когда главный герой оригинальной GTA IV Нико вместе с друзьями грабят банк, и Луис оказался среди заложников. После Луис прогуливается по улицам центра и заходит к Тони. Увидев деньги на полке в квартире Тони, Луис понял что ещё что-то не так и даже узнаёт что Тони задолжал мафиозному клану Анчелотти.
На следующий день вместе со своими друзьями, Армандо и Энрике, Луис совершает несколько перестрелок и добывает большую часть наркотиков. Рокко Пелоси — один из людей Анчелотти предлагает несколько поручений, а заодно Тони предлагает Луису поработать на Мори Киббуца, которому он должен. Луис вместе с Мори выполняет пару-тройку поручений и, наконец, выходит из его игры после долгой гонки вместе с двумя братьями: Брюси и Мори. В клубе Луис знакомится с эксцентричным арабским миллиардером Юсуфом Амиром и помогает ему украсть военный вертолёт, бронетранспортёр и вагон поезда метро. Затем он вместе с Тони и Эваном едет на сделку по покупке бриллиантов, но она срывается из-за нападения Джонни Клебитца. Луис уводит Тони, в то время как Эван увозит бриллианты. Позже становится известно, что Джонни убил Эвана и забрал бриллианты.
Луис срывает сделку по продаже украденных бриллиантов еврейской мафии, в которой участвуют Джонни Клебитц и Нико Беллик, и забирает бриллианты. Через несколько дней Тони сообщает о том, что похищена Грейси Анчелотти, дочь главы семьи Анчелотти (её выкрал Нико). Луис и Тони выслеживают одного из похитителей — Патрика МакРири. Похитители требуют в обмен на Грейси бриллианты, и Анчелотти заставляет Тони и Луиса отдать их. Грейси возвращается к отцу.
Во время посещения клуба Луис знакомится с русским мафиози Рэем Булгариным. После выполнения нескольких его поручений Луис узнаёт, что бриллианты, купленные Тони, принадлежали ему, и Булгарин пытается убить его. После Луис встречается с Рокко, который говорит, что из ситуации есть лишь два выхода — убить Тони или умереть самому. Луис возвращается в клуб Тони, где его уже ждут Рокко и Винс, но Луис убивает Винса, после чего на клуб нападает банда русских, но Тони и Луису удаётся уйти. Луис решает убить Булгарина. Он отправляется на место поставки героина и уничтожает его помощника Тимура, а затем отправляется в аэропорт и успевает запрыгнуть в самолёт Булгарина. Убив его, Луис выпрыгивает из самолёта с парашютом. Возвратившись к Тони и встретившись с Юсуфом, они решают вернуться в бизнес.

### Луис Лопес
Луис Лопес (Luis Fernando Lopez) — главный герой видеоигры. Является правой рукой и по совместительству личным телохранителем Энтони «Гея» Принца, который владеет двумя ночными клубами в Либерти-Сити. Отец Луиса, судя по коротким письмам брата и сестры и ещё более коротким репликам матери, бросил их очень давно. Мать Луиса — Адриана Лопес, брат Эрнесто и сестра Лета в письмах неизменно попрекают Луиса его беспутной, преступной жизнью. Луис рано бросил колледж, работал наркодилером в Нортвуде, за что отбыл 2 года в тюрьме.

## Игровой процесс
Второй эпизод Grand Theft Auto IV, The Ballad of Gay Tony показывает нам Либерти Сити, наполненный оружием, гламуром и грязью. Вместе с новым главным героем Луисом Лопесом (Luis Lopez) игроку предстоит бороться с русской мафией и другими конкурирующими криминальными семьями.

### Нововведения
В игру был добавлен целый ряд новых возможностей, мини-игр, второстепенных миссий. Теперь для того, чтобы встретиться со всеми друзьями сразу, надо только позвонить один раз и протагонист отправится на встречу со своими двумя доступными друзьями. Были добавлены новые мини-игры: аэрохоккей; подпольные бои без правил, гольф, мини-игра по употреблению шампанского, танцы в ночном клубе, триатлон (в гонках на автомобилях стоит система закиси азота) и другие.
Появились дополнительные миссии по управлению ночным клубом. Игрок может как исполнять прихоти VIP гостей, так и побыть в роли «вышибалы».
Добавлена оценка прохождения каждой сюжетной миссии по 100 % шкале согласно выполнению требуемых для это условий, которые индивидуальны для каждой миссии. Также добавлена возможность перепроходить пройденные миссии. Аналогичная функция была реализована и в других играх Rockstar Games — в Manhunt, GTA: Chinatown Wars, Red Dead Redemption, L.A. Noire и GTA V.

#### Новые транспортные средства
Rockstar North добавило в игру 26 новых транспортных средств.
Воздушный транспорт
- Buzzard (с англ. — «Стервятник») — небольшой манёвренный вертолёт, вооружённый ракетами и двумя стационарными пулемётами.
- Swift (с англ. — «Стриж») — скоростной и комфортабельный вертолёт для доставки VIP-персон.
- Skylift (с англ. — «Небесный кран») — огромный грузовой вертолёт, появляется всего в двух миссиях.
- Maverick (с англ. — «Бродяга») — новая версия вертолёта.

Мотоциклы
- Akuma
- Hexer
- Police Bike — доступен только в Свободном режиме сетевой игры.
- Vader

Лодки
- Blade
- Floater
- Smuggler

Автомобили
- Schafter — новая видоизменённая версия автомобиля.
- Stretch E — появляется только в миссии Frosting on The Cake
- Tampa
- Bullet GT
- Buffalo
- Super Diamond
- Super Drop Diamond
- Serrano
- APC (Armored Personnel Carrier) — бронетранспортёр.
- Bullet
- F620
- Caddy
- Brickade
- Police Stinger — доступен только в Свободном режиме сетевой игры[6].

| Системные требования | Системные требования                                                 | Системные требования                                                 |
| -------------------- | -------------------------------------------------------------------- | -------------------------------------------------------------------- |
|                      | Минимальные                                                          | Рекомендуемые                                                        |
| Windows              |                                                                      |                                                                      |
| ОС                   | Windows 7 / Windows Vista Service Pack 1 / Windows XP Service Pack 3 | Windows 7 / Windows Vista Service Pack 1 / Windows XP Service Pack 3 |
| ЦПУ                  | Intel Core 2 Duo 1.8 GHz, AMD Athlon X2 64 2.4 GHz                   | Intel Core 2 Quad 2.4 GHz, AMD Phenom X3 2.1 GHz                     |
| Объём ОЗУ            | 1.0 GB (Windows XP) 1.5 GB (Windows Vista и Windows 7)               | 2.0 GB (Windows XP) 2.5 GB (Windows Vista и Windows 7)               |
| Место на диске       | 16 GB свободного пространства                                        | 18 GB свободного пространства                                        |
| Видеокарта           | 256 MB Nvidia 7900 / 256 MB ATI X1900                                | 512 MB Nvidia 8600 / 512 MB ATI 3870                                 |
| Звуковая плата       | 100% DirectX 9.0c совместимая звуковая карта                         | 100% DirectX 9.0c совместимая звуковая карта                         |
| Сеть                 | Интернет-соединение для активации и мультиплеера                     | Интернет-соединение для активации и мультиплеера                     |

## Новые игровые достижения
Rockstar Games добавила следующие достижения:
- - Gone Down — Закончить все базовые прыжки (5G)
  - Diamonds Forever — Закончить Троицу (Закончить задание в Либертониане, где встречаются все три протагониста вместе) (5G)
  - Four Play — Четыре раза попасть мячом для гольфа во флаг(в лунку) (10G)
  - Bear Fight — Победить соревнование с L.C. Cage Fighters (15G)
  - Catch the Bus — Отлично станцевать в обоих клубах Тони (15G)
  - Snow Queen — Закончить 25 битв за наркотики (20G)
  - Adrenaline Junkie — Свободное падение за максимально возможное время (25G)
  - Maestro — Завершить Балладу (30G)
  - Past the Velvet Rope — Набрать 80 % или более во всех миссиях (45G)
  - Gold Star — Набрать 100 % во всех миссиях (80G)

## Дополнения к саундтреку
Во втором эпизоде Grand Theft Auto IV — The Ballad of Gay Tony к саундтреку игры не только были добавлены новые музыкальные треки на уже существующие внутриигровые радиостанции, но также было добавлено три новых канала радиовещания (RamJam FM, Self-Actualization FM и Vice City FM), которые доступны только в издании «Episodes from Liberty City».
26 апреля 2018 года, во время 10-летнего юбилея GTA IV, из игры были удалены некоторые композиции на использование которых у Rockstar Games истекли права.
ElectroChoc
- DJ: Crookers
- Жанр: электро-хаус

Треклист:
1. Major Lazer feat. Leftside & Supahype — Jump Up
2. Crookers feat. Kelis — No Security
3. Boy 8-Bit — A City Under Siege
4. Daniel Haaksman (feat. DJ Miltinho) — Kid Conga
5. Crookers (feat. Kardinal Offishall & Carla Marie) — Put Your Hands on Me (Acapella)
6. The Chemical Brothers — Nude Night
7. Crookers (feat. Solo) — Bad Men
8. Mike Snow — Animal (Acapella)
9. Jahcoozi — Watching You (Oliver $ Remix)
10. Crookers (feat. Nic Sarno) — Boxer
11. SonicC — Stickin
12. Black Noise — Knock You Out (Andy George Remix)
13. Mixhell (feat. Jen Lasher & Oh Snap) — Boom Da (Crookers Mix)

K109 The Studio
- DJ: Карл Лагерфельд
- Жанр: диско

Треклист:
1. Change — A Lover’s Holiday
2. Rufus (feat. Chaka Khan) — Any Love
3. The Fatback Band — (Are You Ready) Do the Bus Stop
4. A Taste of Honey — Boogie Oogie Oogie
5. The Trammps — Disco Inferno
6. Creme D’Cocoa — Doin' the Dog
7. Chic — Everybody Dance
8. Sister Sledge — He’s the Greatest Dancer
9. Sylvester — I Need You
10. Patrick Cowley — Menergy
11. Stephanie Mills — Put Your Body In It
12. Dan Hartman — Relight My Fire
13. Peaches & Herb — Shake Your Groove Thing
14. Rose Royce — Still in Love *
15. Machine — There But For the Grace of God Go I
16. Candi Staton — Young Hearts Run Free

* — отмечены музыкальные композиции удалённые из игры из-за истёкшей лицензии
Vladivostok FM
- DJ:Paul
- Жанр: прогрессивный хаус

Треклист:
1. Marly — You Never Know (Morjac Extended Mix)
2. Jonathan Peters feat. Maya Azucena — Music *
3. David Guetta feat. Kelly Rowland — When Love Takes Over *
4. Booty Luv — Boogie 2Nite (Seamus Haji Big Love Mix)
5. David Morales (feat. Lea-Lorien) — How Would U Feel
6. Steve Mac — Lovin' You More (Freemasons Vocal Club Mix)
7. Sucker DJs — Salvation (eSQUIRE Mix) *
8. Stonebridge (feat. Therese) — Put 'Em High (JJ’s Club Mix)
9. The Shapeshifters — Lola’s Theme (Vocal Club Mix)
10. Freemasons (feat. Amanda Wilson) — Love on My Mind
11. Michael Gray — The Weekend (Original 12 Mix)
12. Soulsearcher — Can’t Get Enough
13. J Majik & Wickaman — Crazy World (Fonzerelli Mix)
14. Hook n Sling — The Best Thing (Original Mix)
15. Eric Prydz — Pjanoo (Club Mix)

* — отмечены музыкальные композиции удалённые из игры из-за истёкшей лицензии
Также, как и на Electrochoc, здесь играет клубная и танцевальная музыка, но от европейских диджеев.
San Juan Sounds
- DJ: Henry Santos
- Жанр: латиноамериканская музыка/реггетон

Треклист:
1. Angel y Khriz feat. Gocho & John Eric — Na De Na *
2. Aventura — El Desprecio *
3. Don Omar — Virtual Diva
4. Elvis Crespo — Suavemente
5. Fulanito — Guallando
6. Ivy Queen — Dime Bachata Remix *
7. Tego Calderón feat. Oscar D'León — Llora, Llora *
8. Wisin & Yandel — Me Estás Tentando

* — отмечены музыкальные композиции удалённые из игры из-за истёкшей лицензии
RamJam FM
- DJ: David Rodigan
- Жанр: регги
- Радиостанция присутствует только в издании Episodes from Liberty City

Треклист:
1. Barrington Levy — Don’t Fuss (AKA Sweet Reggae Music)
2. Ini Kamoze — Out of Jamaica
3. Damian «Jr. Gong» Marley — Holiday
4. The Morwells & Prince Jammy — Jammin' for Survival
5. John Holt[англ.] (feat. Sizzla) — Police in Helicopter
6. Sugar Minott — Hard Time Pressure
7. Desmond Dekker — 007 (Shanty Town)
8. Major Lazer (feat. Turbalance) — Anything Goes
9. Prince Jammy — Jammy A Shine
10. Toots And The Maytals — 54-46 Was My Number
11. Frankie Paul — Worries in the Dance
12. Mr. Vegas — Mus Come a Road

Self-Actualization FM
- DJ: Audrey — Ashley Albert
- Жанр: эмбиент/чил-аут/минимализм/нью-эйдж
- Радиостанция присутствует только в издании Episodes from Liberty City

Треклист:
1. The Orb — A Huge Ever Growing Pulsating Brain That Rules From The Centre of the Ultraworld (Live Mix MK10)
2. Alpha Wave Movement — Artifacts & Prophecies
3. Autechre — Bike
4. Larry Heard — Cosmology Myth
5. Chilled by Nature — Go Forward (Love Bubble Mix)
6. Tom Middleton — Moonbathing
7. Alucidnation — Skygazer (3002) (Remix)
8. Pete Namlook and Klaus Schulze (feat. Bill Laswell) — V/8 Psychedelic Brunch

Vice City FM
- DJ: Fernando Martinez (В GTA: Vice City был ведущим на станции Emotion 98.3.)
- Жанр: поп-музыка 80-х
- Радиостанция присутствует только в издании Episodes from Liberty City

Треклист:
1. Neneh Cherry — Buffalo Stance
2. Swing Out Sister — Breakout
3. Robbie Nevil — C’est La Vie *
4. Roachford — Cuddly Toy (Feel for Me)
5. Narada Michael Walden — Divine Emotions
6. Five Star — Find the Time
7. T’Pau — Heart and Soul
8. Mai Tai — History *
9. Nu Shooz — I Can’t Wait
10. Texas — I Don’t Want a Lover
11. Marillion — Kayleigh
12. Hue and Cry — Labour of Love
13. Climie Fisher — Love Changes (Everything)
14. Hall & Oates — Maneater
15. Curiosity Killed the Cat — Misfit
16. Coldcut & Lisa Stansfield — People Hold On
17. Level 42 — Something About You
18. Jeffrey Osborne — Stay With Me Tonight
19. Womack & Womack — Teardrops *
20. Roxette — The Look
21. Re-Flex — The Politics of Dancing
22. 'Til Tuesday — Voices Carry
23. Boy Meets Girl — Waiting for a Star to Fall
24. Prefab Sprout — When Love Breaks Down
25. Terence Trent D'Arby — Wishing Well
26. Wet Wet Wet — Wishing I Was Lucky
27. Scritti Politti — Wood Beez (Pray Like Aretha Franklin) *
28. John Farnham — You’re the Voice *

* — отмечены музыкальные композиции удалённые из игры из-за истёкшей лицензии
Заглавная музыкальная тема игры
- Aaron Johnston, Jesse Murphy, и Avi Bortnick — «The Ballad of Gay Tony Theme»

## Многопользовательская игра
Как и в самом дополнении The Ballad of Gay Tony, так и в его многопользовательском режиме можно использовать все новые экземпляры оружия, и обновлённый автопарк. Появились новые возможности по «кастомизации» персонажа — новая одежда, очки, шляпы. Кроме этого:
- Обновились режимы Deathmatch/Team Deathmatch. Теперь за каждую помощь в убийстве противника вам дадут бонус в размере 25$. За убийство подряд 3, 5 или 10 противников игроку выдаются бонусные здоровье и броня, а также вознаграждение в 125$. Для игры станут доступны следующие локации города: CC Plaza, Meadow Hills, Firefly Island, Alderney Building Site, Varsity Heights, Factory, Construction, Acter Power Station, Pier 45, Castle Gardens Park, Boat House, Easton Subway, Warehouse, Hospital, Waste, Trespass, Museum.
- В режиме Free Mode вместе с дополнением у игроков появились новые занятия, такие как онлайн чемпионаты по бэйс-джампингу, развлечения с новой техникой, и др.
- Для режимов Race и GTA Race сделано новое разделение на классы автомобилей.

Sports Cars: Bullet GT, F620, Infernus, Turismo, Coquette, Comet
Luxury: Serrano, Huntley Sport, Super Diamond, Cognoscenti, Schafter, Habanero
American Classic: Dukes, Vigero, Stallion, Tampa, Sabre GT, Manana
Sports Bikes: Akuma, Hakuchou, Double T, Vader, PCJ 600, NRG 900
APC (только в режиме GTA Race): APC
Также игрокам предоставлены новые трассы: Tour D’Algonquin, Grand Tourer, Go Both Ways, Burn your Bridges, Tar Macked, Club Class, Jumpyard Dodge, Upper Junction, Mind the Gap, Meadows Park & Ride, Meat your Marker, Original Outlook, Fly By, Damn Rotten Hills, Round the Horny.

## Отзывы и критика
| Сводный рейтинг       | Сводный рейтинг          |
| Агрегатор             | Оценка                   |
| --------------------- | ------------------------ |
| GameRankings          | 89,43 %                  |
| Metacritic            | X360: 89/100 PS3: 87/100 |
| Иноязычные издания    |                          |
| Издание               | Оценка                   |
| 1UP.com               | A-                       |
| Eurogamer             | 80/100                   |
| Game Informer         | 9,3/10                   |
| GameSpot              | 9,5/10                   |
| GameTrailers          | 9,2/10                   |
| IGN                   | 9,2/10                   |
| X-Play                | 5/5                      |
| Русскоязычные издания |                          |
| Издание               | Оценка                   |
| Absolute Games        | 78 %                     |
| «ЛКИ»                 | 91 %                     |

Издание New York Times опубликовало положительную рецензию на дополнение.

## Сопутствующая продукция
Специально к выходу игры компания Rockstar Games подготовила серию эксклюзивных футболок с логотипами игры и издания Episodes from Liberty City.